# Kirsten Ludowig

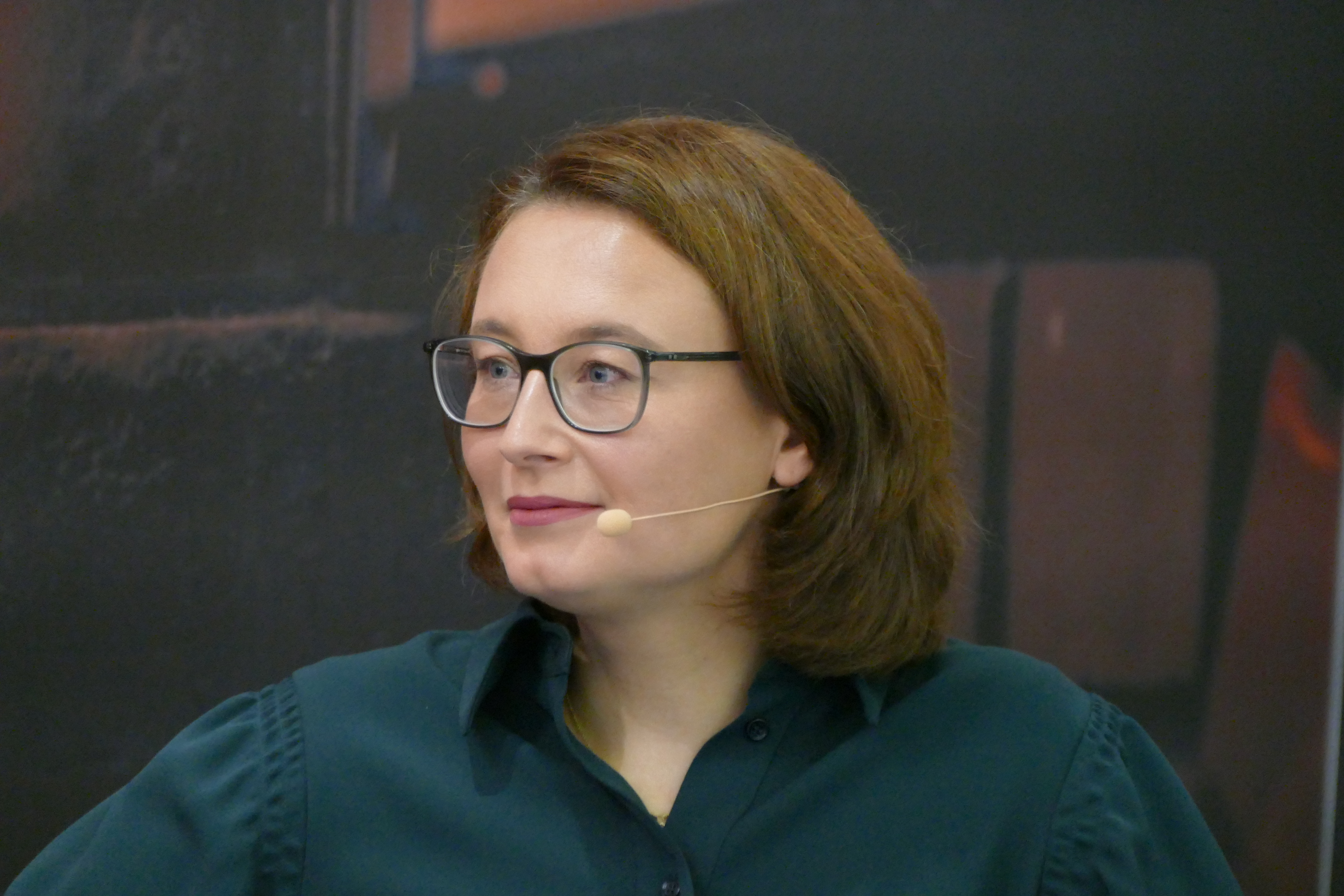
Kirsten Ludowig bei einem Messeauftritt 2023

Kirsten Ludowig ist eine deutsche Wirtschaftsjournalistin. Seit dem 1. März 2021 ist sie stellvertretende Chefredakteurin der Wirtschafts- und Finanzzeitung Handelsblatt in Düsseldorf. Sie ist die erste stellvertretende Chefredakteurin seit Handelsblatt-Gründung im Jahr 1946.

## Berufliche Laufbahn
Kirsten Ludowig studierte Wirtschaftswissenschaft an der Ruhr-Universität Bochum und ist Diplom-Ökonomin. Sie ist zudem Absolventin der Deutschen Journalistenschule in München.
Seit 2008 war Ludowig in verschiedenen journalistischen und leitenden Funktionen für das Handelsblatt tätig. Sie berichtete als Reporterin und Fachredakteurin mehrere Jahre über die Handels- und Konsumbranche. Als Desk-Chefin und stellvertretende Leiterin des Unternehmensressorts verantwortete sie die 2015 gestartete Integration der Redaktionen von Handelsblatt Online und Print innerhalb des Ressorts sowie im Newsroom.
Von November 2018 bis Februar 2020 arbeitete sie als Pressechefin für den Handelskonzern Metro AG und begleitete unter anderem komplexe Transaktionen wie den Real-Verkauf und den Verkauf einer Mehrheitsbeteiligung am China-Geschäft sowie ein unaufgefordertes freiwilliges Übernahmeangebot kommunikativ.
Im März 2020 kehrte Ludowig als Leiterin des Unternehmensressorts zurück zum Handelsblatt und wurde im März 2021 stellvertretende Chefredakteurin. In dieser Funktion verantwortete sie mehrere Jahre das Tagesgeschäft sowie die Themenentwicklung, -umsetzung und -steuerung mit Fokus auf die digitale Produktion. Seit 2024 ist sie innerhalb der Chefredaktion für die Themen Transformation, Personal und Budget zuständig und treibt die strategische und inhaltliche Weiterentwicklung sowie den Kulturwandel in der Redaktion voran.
Sie ist zudem Mitgründerin des Frauen-Wirtschaftsnetzwerks PULSE der Handelsblatt Media Group.